# Resolució 1821 del Consell de Seguretat de les Nacions Unides
La Resolució 1821 del Consell de Seguretat de les Nacions Unides fou adoptada per unanimitat el 27 de juny de 2008. Després de considerar un informe del Secretari General Ban Ki-moon sobre la Força de les Nacions Unides d'Observació de la Separació (UNDOF) i reafirmant la Resolució 1308 (2000), el Consell va prorrogar el seu mandat durant sis mesos més fins al 30 de juny de 2007.

## Detalls
La resolució va demanar a les parts implicades que implementessin immediatament la Resolució 338 (1973) i demanaven al Secretari General que presentés un informe sobre la situació al final d'aquest període.
L'informe del Secretari General, de conformitat amb la resolució anterior sobre la UNDOF, va dir que la situació entre Israel i Síria havia romàs tranquil·la i sense incidents greus, tot i que la situació a l'Orient Mitjà es mantindria com a perillosa fins que es pogués arribar a un acord global, fet que fou ratificat pel representant dels Estats Units, Zalmay Khalilzad. El Sr. Ban també va cridar l'atenció sobre gairebé 15 milions de dòlars en avaluacions no remunerades per al finançament de la UNDOF.